# 1 E8 m²
Za lažje predstavljanje različnih velikosti površin je tu seznam površin med 100 in 1000 km². Glejte tudi področja drugih redov velikosti.
- površine, manjše od 100 km²
- 100 km² je enako:
  - 10.000 hektarov,
  - približno 38,6 kvadratnih milj
  - približno 24.711 akrov.
- 102 km² -- Občina Komen (71. slovenska občina po površini)
- 102 km² -- Občina Solčava
- 103 km² -- Občina Podvelka
- 103 km² -- Občina Velike Lašče
- 105 km² -- mesto Pariz
- 105 km² -- Občina Dravograd
- 107 km² -- Občina Ljutomer
- 107 km² -- Občina Puconci
- 107 km² -- Občina Šmarje pri Jelšah
- 107 km² -- Občina Vipava
- 108 km² -- Občina Metlika
- 109 km² -- Občina Luče
- 110 km² -- Občina Dolenjske Toplice
- 112 km² -- Občina Mislinja
- 117 km² -- Občina Dobrova - Polhov Gradec
- 117 km² -- Občina Žalec
- 118 km² -- Občina Radovljica
- 120 km² -- Občina Lenart
- 121 km² -- otok Sveta Helena
- 123 km² -- Občina Lendava
- 126 km² -- Občina Vrhnika
- 128 km² -- Občina Gornja Radgona
- 131 km² -- Občina Cerkno
- 133 km² -- Občina Grosuplje
- 134 km² -- Občina Loški Potok
- 144 km² -- Občina Moravske Toplice
- 145 km² -- Občina Škofja Loka
- 146 km² -- Občina Kanal ob Soči
- 146 km² -- Občina Semič
- 147 km² -- Občina Divača
- 147 km² -- Mestna občina Maribor
- 147 km² -- Občina Zagorje ob Savi
- 148 km² -- Mestna občina Kranj
- 153 km² -- Občina Gorenja vas - Poljane
- 153 km² -- Občina Ribnica
- 155 km² -- Občina Tržič
- 156 km² -- Občina Črna na Koroškem
- 160 km² -- Lihtenštajn (188. največja država na svetu)
- 163 km² -- Ljubljansko barje
- 164 km² -- Občina Železniki
- 164 km² -- Občina Žužemberk
- 166 km² -- Občina Loška dolina
- 173 km² -- Občina Logatec
- 173 km² -- Mestna občina Slovenj Gradec
- 188 km² -- Občina Bled
- 192 km² -- Občina Hrpelje - Kozina
- 192 km² -- Občina Kobarid
- 197 km² -- Občina Laško
- 212 km² -- Občina Ormož
- 217 km² -- Občina Sežana
- 222 km² -- Občina Šentjur
- 223 km² -- Občina Pivka
- 227 km² -- Občina Ivančna Gorica
- 241 km² -- Občina Cerknica
- 245 km² -- Občina Ajdovščina
- 256 km² -- Občina Kranjska Gora
- 265 km² -- Občina Kamnik
- 268 km² -- Občina Brežice
- 269 km² -- Občina Postojna
- 272 km² -- Občina Sevnica
- 275 km² -- Mestna občina Ljubljana
- 276 km² -- otok Korčula
- 285 km² -- otok Pag
- 293 km² -- Občina Idrija
- 298 km² -- Mestna občina Novo mesto
- 300 km² -- otok Hvar
- 309 km² -- Mestna občina Nova Gorica
- 311 km² -- Mestna občina Koper
- 316 km² -- Občina Litija
- 316 km² -- Malta
- 317 km² -- Občina Trebnje
- 333 km² -- Občina Bohinj
- 334 km² -- Občina Slovenska Bistrica
- 339 km² -- Občina Črnomelj
- 344 km² -- Mestna občina Krško
- 360 km² -- Pas Gaze
- 367 km² -- Občina Bovec
- 381 km² -- Občina Tolmin
- 395 km² -- otok Brač
- 405 km² -- otok Krk
- 406 km² -- otok Cres, največji otok Jadrana
- 468 km² -- Andora
- 480 km² -- Občina Ilirska Bistrica
- 563 km² -- Občina Kočevje (največja slovenska občina)
- 570 km² -- Otok Man
- 582 km² -- Ženevsko jezero
- 647 km² -- Singapur
- 754 km² -- Dominika (170. največja država na svetu)
- 831 km² -- mesto New York
- 838 km² -- Triglavski narodni park
- 950 km² -- Dartmoor
- površine, večje od 1000 km²